# Cap Santo André
Cet article possède un paronyme, voir Cap Saint-André.

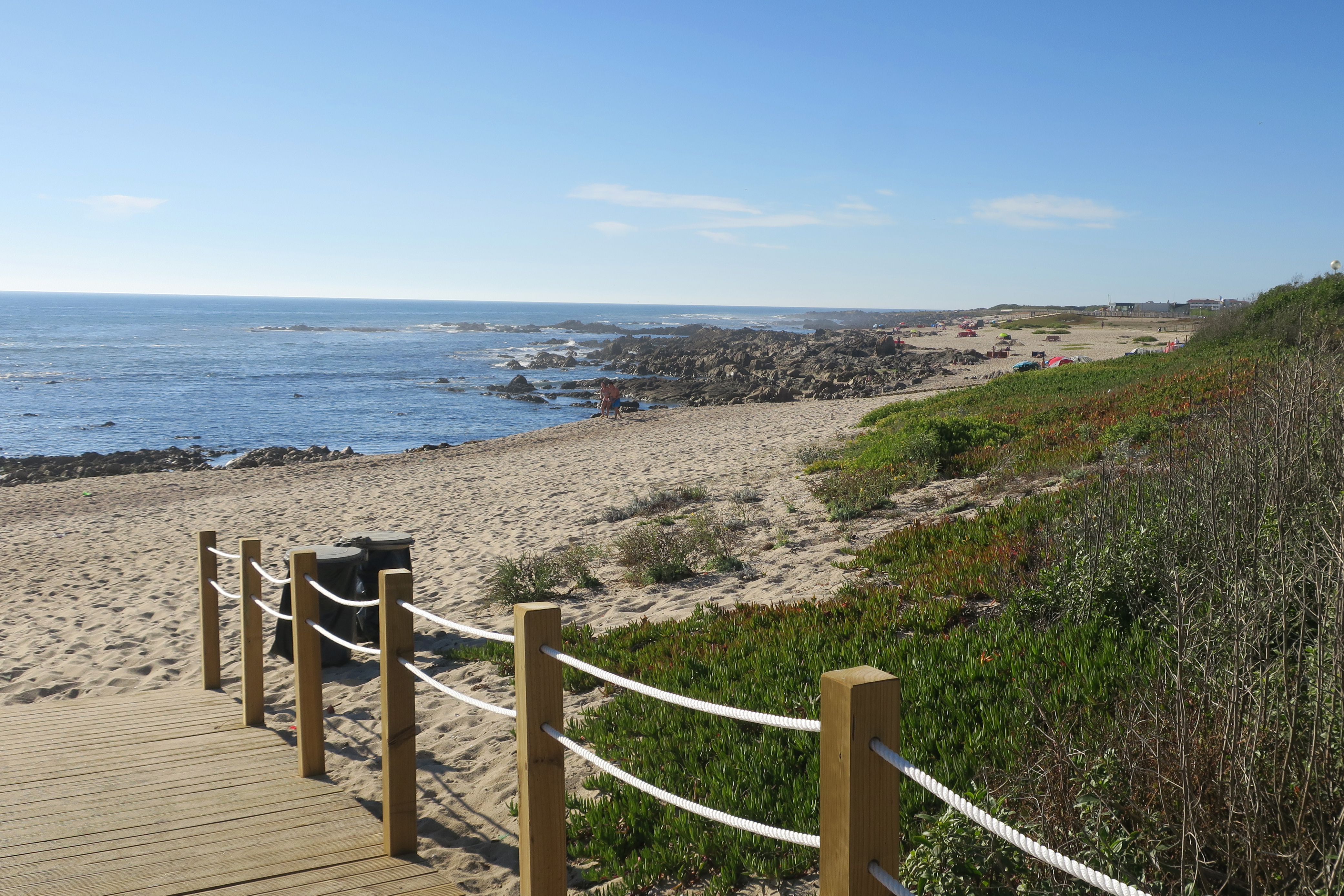
Cap Santo André en 2017

Le cap Santo André est un cap situé sur la côte Atlantique du Portugal, dans la municipalité de Póvoa de Varzim au nord de Porto.
Il était connu des romains sous le nom Avarius, Auarius Promontorium ou Auaron Promontorium, décrit par le géographe Ptolémée.